# أندي ثورن (لاعب كرة قدم)
أندي ثورن (بالإنجليزية: Andy Thorn)‏ هو لاعب كرة قدم ومدرب كرة قدم بريطاني في مركزي الدفاع وقلب الدفاع، ولد في 12 نوفمبر 1966 في كارشالتون في المملكة المتحدة. شارك مع منتخب إنجلترا تحت 21 سنة لكرة القدم. أما مع النوادي، فقد لعب مع كريستال بالاس ونادي ترانمير روفرز ونادي ويمبلدون ونيوكاسل يونايتد وهارت أوف ميدلوثيان.

## وصلات خارجية
- أندي ثورن (لاعب كرة قدم) على موقع قاعدة بيانات كرة القدم.إي يو (الإنجليزية)
- أندي ثورن (لاعب كرة قدم) على موقع Soccerbase.com (لاعب) (الإنجليزية)
- أندي ثورن (لاعب كرة قدم) على موقع Soccerbase.com (مدرب) (الإنجليزية)
- أندي ثورن (لاعب كرة قدم) على موقع عالم كرة القدم.نت (الإنجليزية)